# Бергманис, Раймондс
Ра́ймондс Бе́ргманис (латыш. Raimonds Bergmanis; род. 25 июля 1966, Плявиняс, Латвия) — латвийский государственный деятель, бывший министр обороны Латвии (2015—2019 гг.).
В прошлом — тяжелоатлет и силач, а также телеведущий. Действующий президент клуба олимпийцев Латвии и один из вице-президентов Олимпийского комитета Латвии. Работал в центре по набору Национальных Вооружённых сил. По завершении карьеры спортсмена занялся общественной деятельностью и политикой. Депутат 12-го и 13-го Сейма Латвии от партии Союз зелёных и крестьян.

## Достижения в качестве атлета
- World's Strongest Man 1996: 7-е место

- World's Strongest Man 1997: 5-е место

- World Muscle Power Championships 1997: 1-е место

- World's Strongest Man 2002: 3-е место
- World's Strongest Man 2003: 5-е место
- World's Strongest Man 2004: 4-е место
- World Strongman Challenge 2003: 2-е место
- Arnold Strongman Classic 2002: 5-е место
- Arnold Strongman Classic 2003, 2004: 3-е место
- Arnold Strongman Classic 2006: 8-е место
- IFSA Strongman World Championships 2005: 5-е место
- Чемпионат Европы по тяжёлой атлетике 1997: 2-е место (+108 кг)

## Награды
- Крест Признания 4 класса (22 апреля 2014 года)[2].
- Медаль Балтийской ассамблеи (17 октября 2024 года)[3].